# Merošina
Merošina (srbskou cyrilicí Мерошина) je město a správní středisko stejnojmenné opštiny v Srbsku v Nišavském okruhu. Nachází se asi 14 km jihozápadně od města Niš. V roce 2011 žilo v Merošině 905 obyvatel, v celé opštině pak 13 968 obyvatel, z nichž naprostou většinu (93,74 %) tvoří Srbové, ale výraznou národnostní menšinu (5,27 % obyvatelstva) též tvoří Romové. Rozloha města je 4,64 km², rozloha opštiny 193 km². Ačkoliv je střediskem opštiny Merošina, jejím největším sídlem je s 1 249 obyvateli Balajnac.
Kromě města Merošina k opštině patří dalších 28 sídel; Aleksandrovo, Arbanasce, Azbresnica, Balajnac, Baličevac, Batušinac, Biljeg, Brest, Bučić, Čubura, Dešilovo, Devča, Donja Rasovača, Dudulajce, Gornja Rasovača, Gradište, Jovanovac, Jug Bogdanovac, Kostadinovac, Kovanluk, Krajkovac, Lepaja, Mramorsko Brdo, Oblačina, Padina a Rožina.
Většina obyvatel se zabývá zpracovatelským průmyslem, dále pak maloobchodem, velkoobchodem, opravami, vyučováním a prací ve zdravotnických zařízeních.